# Parque temático

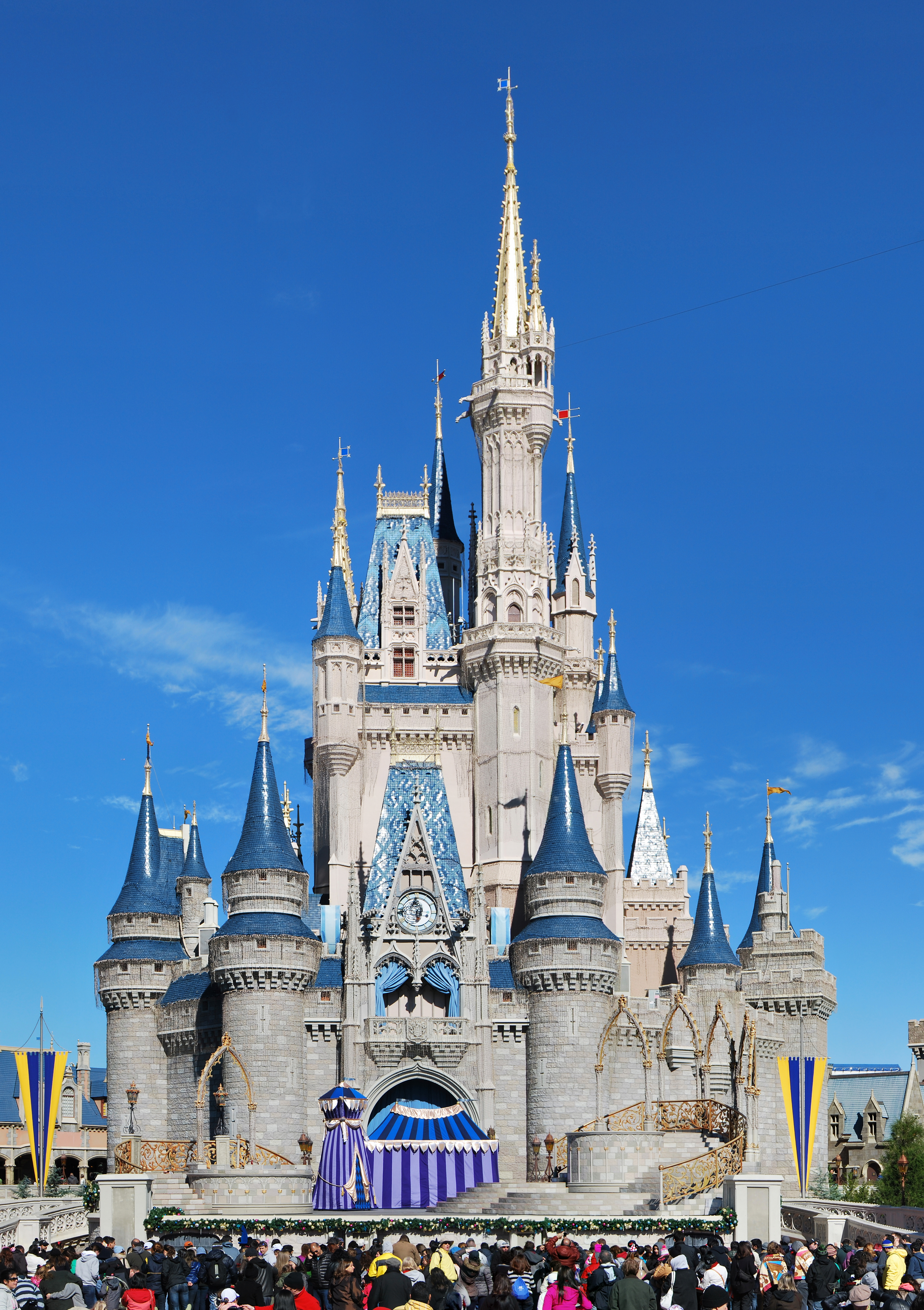
Magic Kingdom, en Walt Disney World Resort, es el parque temático más visitado del planeta, con más de 20 millones de visitantes anuales. Walt Disney World Resort es asimismo el complejo de parques temáticos más visitado del mundo.

Parque temático es el nombre genérico que se utiliza para denominar a un recinto con un conjunto de atracciones, espacios para el ocio, entretenimiento, educación y cultura, normalmente organizadas en torno a una línea argumental que les sirve de atracción. Precisamente por esto un parque temático es algo mucho más complejo que un parque de atracciones o una feria. Esto también implica que vaya ligado a un proyecto empresarial más sólido y con importantes inversiones económicas.

## Importancia
Los parques temáticos se han popularizado en el mundo, tanto en países industrializados como en vías de desarrollo, porque atraen a una gran población, especialmente infantil y juvenil y son una oportunidad para crear conciencia acerca de temas que antes fueron relegados al espacio de la escuela como la ciencia y las matemáticas, temas de preocupación mundial como la ecología o temas vistos como restringidos a una clase intelectual como la tecnología, la antropología, la geología y otros. Muchas compañías comerciales, con el fin de promocionar racionalmente sus productos, crean parques temáticos, por ejemplo, fábricas, compañías cinematográficas y medios de comunicación (radio, televisión, prensa). Por otra parte, muchos países los crean alrededor de actividades tendentes a la protección del medio ambiente (explotación minera) o la educación cívica.

## Clasificación de los parques temáticos
Los parques temáticos están encuadrados dentro de la industria cultural y de ocio, por lo que se pueden considerar como servicios culturales. Estos se clasifican según su tamaño y su tema en:
- Según el tamaño podríamos distinguir entre:
  - Ferias. Atracciones tradicionales, carácter temporal y pequeño tamaño.
  - Parques de atracciones. Atracciones tradicionales con alguna de última generación basada en simuladores en la mayoría de casos, gran tamaño y emplazamiento fijo.
  - Family entertainment centers. Son parques cubiertos, abiertos todo el año, cercanos a un centro urbano, donde lo que se busca atraer son familias.
  - Parques temáticos tradicionales. Atracciones tradicionales adaptadas a la temática, atracciones con desarrollo narrativo, puesta en escena y entornos adaptados a la temática (inclusive el personal), espectáculos itinerantes o fijos dentro del parque de carácter teatral, desfiles, gags cómicos o demostraciones. Gran tamaño, servicios de restaurante y regalos muy desarrollados. En ocasiones adscritos a zonas turísticas con servicios hoteleros ajenos al parque.
  - Resorts. Engloban parques temáticos con varias zonas (atracciones de tierra, zonas de parque acuático, atracciones de última generación) y disponen de zonas de ocio nocturnas, hoteles tematizados circunscritos al parque y propiedad de este.

- Los parques temáticos podemos clasificarlos según su temática en:
  - Cine y personajes de animación
  - Aventuras y lugares exóticos
  - Históricos
  - Científicos
  - El mundo de la imagen y las comunicaciones
  - Acuáticos

## Parques temáticos en el mundo

### Europa

#### Alemania
- Europa-Park
- Hansa-Park
- Heide Park
- Phantasialand
- Movie Park
- Tripsdrill
- Holiday Park

#### España
En España los más populares son:
- PortAventura Park, en la Costa Dorada (Tarragona).
- Ferrari Land, en la Costa Dorada (Tarragona).
- Terra Mítica, en Benidorm (Alicante).
- Parque Warner Madrid, en San Martín de la Vega, en la Comunidad de Madrid.
- Isla Mágica, en Sevilla.
- Dinópolis, en Teruel.
- Cataluña en Miniatura, en Torrellas de Llobregat (Barcelona).
- Siam Park, en Tenerife.
- Sendaviva, Parque de la Naturaleza de Navarra, en Navarra.
- Karpin Abentura, en Vizcaya.
- Parque Temático Mudéjar, en Olmedo (Valladolid).
- Aquasierra, en Villafranca de Córdoba (Córdoba)
- Puy du Fou España, en Toledo (España)
- Tivoli World, en Málaga

#### Francia
- Disneyland Park (París)
- Walt Disney Studios Park
- Puy du Fou
- Futuroscope, un parque temático donde las atracciones se basan en lo multimedia, las últimas tecnologías cinematográficas, audiovisuales y robóticas del futuro.
- Parc Astérix

#### Irlanda
- Tayto Park

#### Italia
- Edenlandia
- Etnaland
- Gardaland
- Italia in miniatura
- Mirabilandia
- Zoosafari Fasanolandia

#### Países Bajos
- Efteling
- Toverland
- Slagharen
- Walibi Holland
- Drievliet

### América

#### Argentina

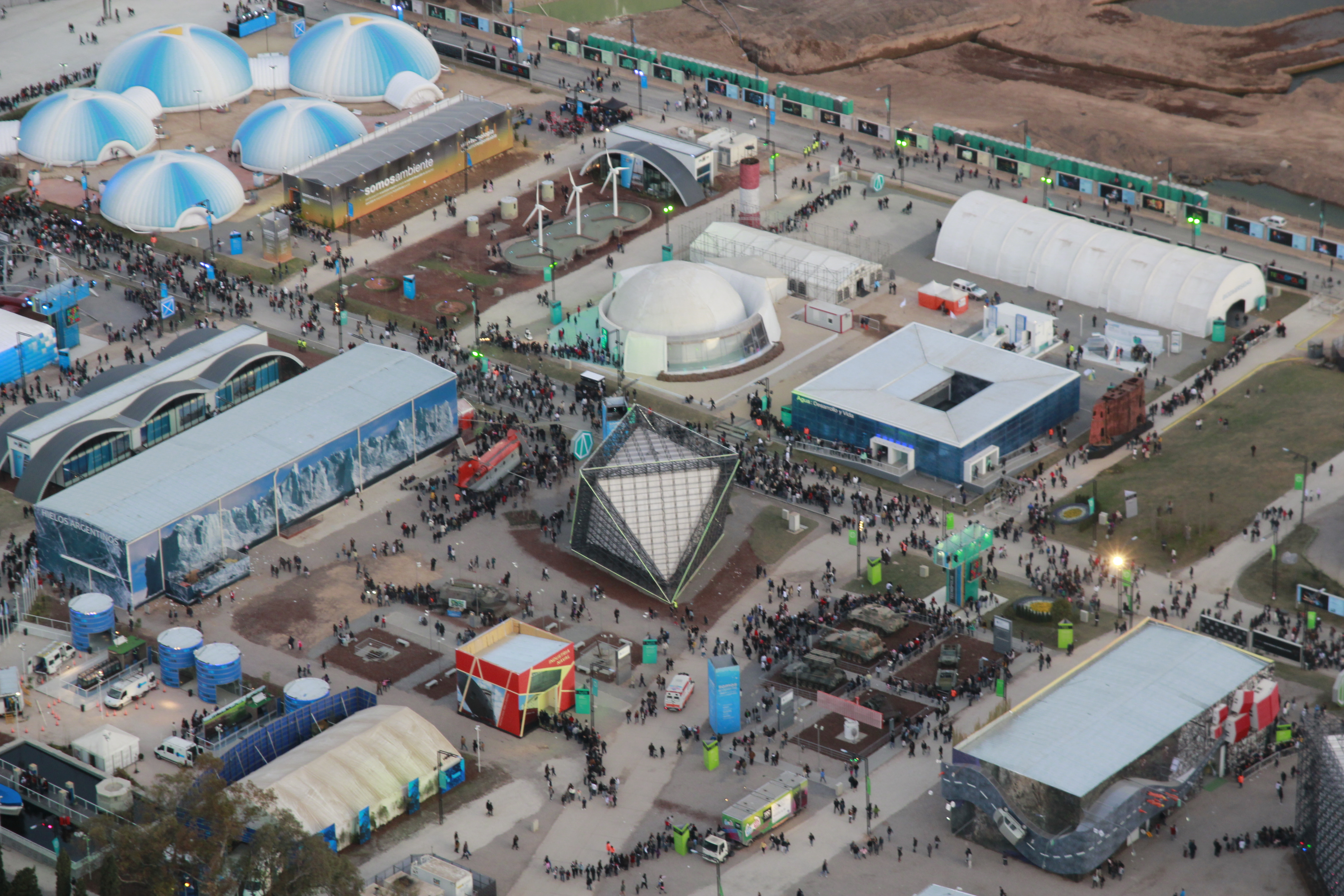
Tecnópolis es la megamuestra argentina de ciencia, tecnología, industria y arte más grande de América Latina.

En Argentina algunos de los más destacados son:
- Temaikèn, Belén de Escobar
- República de los Niños, La Plata
- Tierra Santa, Ciudad de Buenos Aires
- Tecnópolis, Villa Martelli, Provincia de Buenos Aires
- Parque Temático de la Cruz, Santa Ana (Misiones)

#### Bolivia
- Parque Cretácico
- Din Kong Resort Park
- Cupe Mundo acuático

#### Brasil
- Beto Carrero World
- Hopi Hari
- Playcenter

#### Chile
Algunos parques temáticos ubicados en Chile:
- Fantasilandia, Santiago
- Kidzania Parque Araucano, Las Condes, Santiago
- Parque Safari, Rancagua
- Mampato, Santiago
- Parque Jurásico, Concepción
- Buin Zoo, Santiago
- Happyland, Santiago

#### Colombia
En Colombia los más destacados son:
- Hacienda Nápoles (Autopista Medellín-Bogotá, Puerto Triunfo)
- Parque del Café, Montenegro (Quindío)
- Granjalandia Interactiva, Cali, Valle del Cauca
- Salitre Mágico, Bogotá
- Mundo Aventura, Bogotá
- Parque Nacional de la Cultura Agropecuaria (PANACA), Quimbaya (Quindío)
- Parque Explora (Medellín, Antioquia)
- Parque Norte (Medellín)
- Gondava, el Gran Valle de los Dinosaurios, Sutamarchán (Boyacá)
- Parque Jaime Duque (Tocancipá, Cundinamarca)
- Parque Nacional del Chicamocha (PANACHI), Aratoca, Santander
- Parque Menzuly, Piedecuesta, Santander
- Ecoparque El Espino, Via a Matanza, Santander
- Parque Interactivo Kusamanes, Via a Lebrija, Santander
- Palonegro Ecoparque, Via al Aeropuerto Internacional Palonegro, Santander
- Parque Acuático Caribe Aventura, Piojó, Atlántico
- Parque de Cuerdas Xplorer, Pinchote (Santander), Via San Gil - Socorro

#### Costa Rica
- Parque Diversiones, La Uruca, San José, propiedad del Estado de Costa Rica

#### Perú
Algunos parques temáticos ubicados en Perú:
- Happyland
- Granja Villa
- Parque de Las Leyendas
- Coney Park
- Parque Las Aguas

#### Estados Unidos
- Magic Kingdom
- Epcot
- Disney's Hollywood Studios
- Disney's Animal Kingdom
- Disneyland Park
- Disney California Adventure Park
- Universal Studios Hollywood
- Universal Studios Florida
- Universal's Islands of Adventure
- Knott's Berry Farm

#### México
- Six Flags México
- KidZania
- Kataplum
- Xcaret: cerca del balneario de Cancún, en el estado de Quintana Roo.
- Parque Plaza Sésamo.

Ubicado en la ciudad de Monterrey, estado de Nuevo León, es un parque inspirado por los muppets de Plaza Sésamo, el parque está orientado a toda la familia y particularmente para los más pequeños, por su temática el parque también tiene temas didácticos. El parque se divide en tres secciones principales y es uno de los parques más importantes del norte del país.

#### Venezuela
- Mundo Binario: el parque temático de la computadora, está ubicado en el Fórum de la ciudad de Valencia, estado Carabobo, cuenta con atracciones adicionales para niños de 3 a 10 años.
- Diverland: se ubica en la Isla de Margarita, estado Nueva Esparta y cuenta con la rueda de la fortuna más grande de Venezuela y la mejor montaña rusa de Venezuela
- Parque Dunas: se ubica en la ciudad de Valencia, estado Carabobo.
- Musipán El Reino: inspirado en la ciudad ficticia del comediante El conde del Guacharo.
- Los Aleros: un pedazo de la Venezuela andina de otra época. Ubicada en el estado Mérida.
- La Venezuela de Antier: Una síntesis de cada región venezolana, inspirado en la época de la dictadura de Juan Vicente Gómez. Ubicada en el estado Mérida.
- Parque El Agua:  Primer parque acuático de Venezuela, inspirado en el parque nacional Canaima, cuenta con toboganes (Tupaika Meru, Kukenam Meru, Chinik Meru, Pachichi Meru y Churun Meru), así como un "río lento" (Tunaima), jacuzzi (Tuna yepi po) y zona infantil (Mure tapui). Se ubica en la Isla de Margarita.